# Koboeleti (stad)
Koboeleti (Georgisch: ქობულეთი) is een stad in het zuidwesten van Georgië met 17.372 inwoners (2024), gelegen in de autonome republiek Adzjarië. De stad is het bestuurlijk centrum van de gelijknamige gemeente en ligt aan de oostkust van de Zwarte Zee, ruim twintig kilometer ten noorden van de Adzjaarse hoofdstad Batoemi. Koboeleti is een populaire Georgische badplaats.

## Geschiedenis

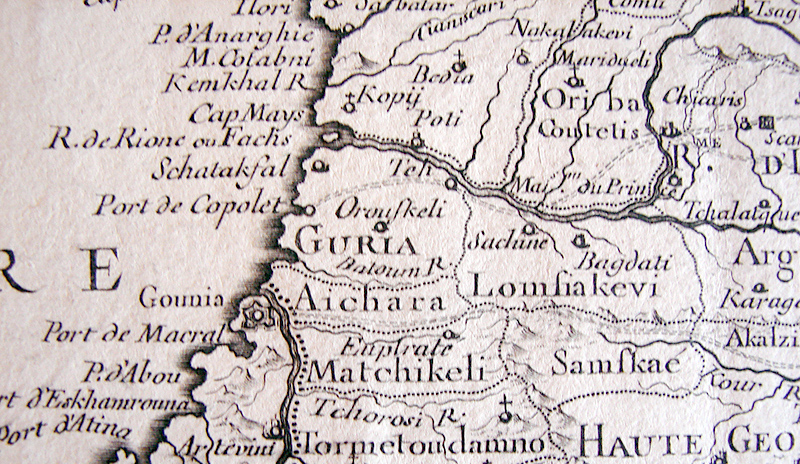
Port de Copolet, 1723

Koboeleti lag tot halverwege de 18e eeuw in het Vorstendom Goeria, toen de Russisch-Turkse Oorlog (1768-1774) ervoor zorgde dat Neder-Goeria, zoals dit deel van het toenmalige Goeria werd genoemd, door de Ottomanen bij Adzjarië werd ingelijfd en er gedwongen islamisering plaatsvond. Door de Ottomanen werd de plaats Tsjuruksoe genoemd (Turks: Çürüksu).
Als gevolg van de Vrede van San Stefano en de Vrede van Berlijn in 1878 werd de stad ingelijfd bij het Russische Rijk. In 1883 werd de stad per spoor verbonden door de opening van de spoorlijn van Batoemi naar Samtredia, die aansloot op spoorlijn naar Tbilisi. De stad profiteerde van de nabijheid van de opkomende theeproductie in Tsjakvi eind 19e eeuw en later in Otsjchamoeri.

### Kuuroord
Het gezonde en subtropische zeeklimaat zorgde voor aantrekkingskracht op de Russische elite. Doordat vermogende Russische ondernemers alsook de keizerlijke staf op de regio afkwamen voor de theeteelt werd Koboeleti een oord waar de elite graag neerstreek. Hoge functionarissen begonnen de kust van Koboeleti te cultiveren met luxueuze villa's. Het helende klimaat van de kust maakte naam, geholpen door publicaties in de krant "Kavkaz" over het genezende klimaat van Koboeleti.
Deze naam zorgde ook voor de erkenning binnen de Sovjet-Unie als kuuroord en er kwamen sanatoria. In 1944 werd Koboeleti tot stad gepromoveerd.

### Militaire basis
In de vlakte bij Koboeleti was in de Sovjet-periode een luchtmachtbasis die door de KGB werd gebruikt voor grensbewakingsvluchten maar ook als trainings- en opleidingsfaciliteit diende. De Georgische krijgsmacht pretendeerde de basis niet te gebruiken, maar had hier in het geheim onbemande vliegtuigen van het type Hermes gestationeerd. Een slecht bewaard geheim, want ze werden allemaal door de Russische krijgsmacht uitgeschakeld in de Russisch-Georgische Oorlog van 2008.

## Demografie
Begin 2024 had Koboeleti 17.372 inwoners, een stijging van 5% ten opzichte van de volkstelling in 2014.
| Aantal                                                           | 1.904 | 6.133 | 12.598 | 18.051 | 18.283 | 20.932 | 18.556 | 16.546 | 17.227 | 17.372 |
| Verantwoording data: Bevolkingsstatistiek Georgië 1897 tot heden |       |       |        |        |        |        |        |        |        |        |

### Etniciteit en religie

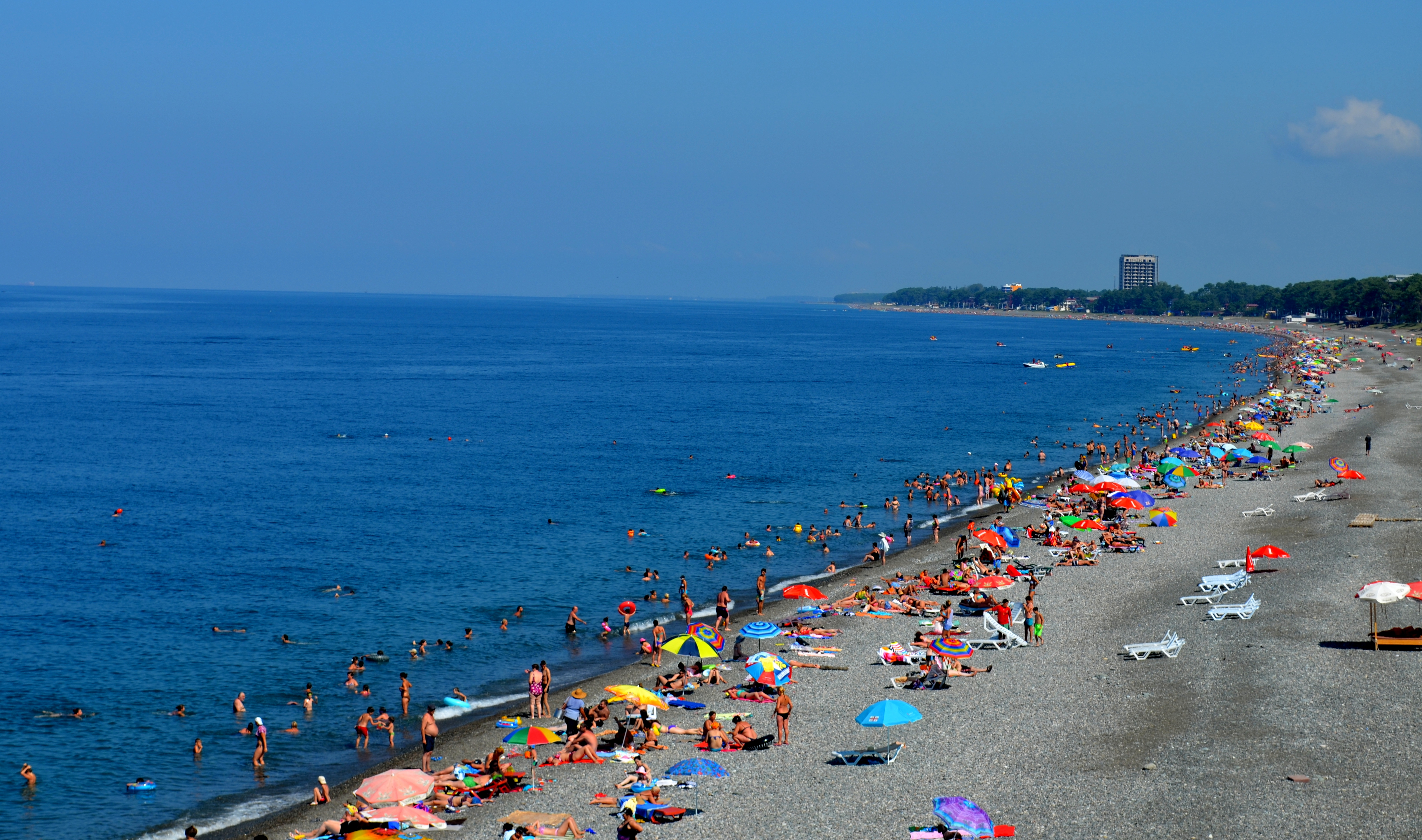
Het uitgestrekte strand van Koboeleti

De bevolking van Koboeleti bestaat naast Georgiërs (93%) uit kleine gemeenschappen etnische minderheden. Er wonen ruim 400 Armeniërs (2,6%), een kleine 300 Russen (1,7%) en ruim 100 Bosja (0,8%), een Armeense zigeunergroep. Kleinere groepen minderheden zijn Pontische Grieken, Oekraïners, Chinezen, Osseten en Azerbeidzjanen. De veertigtal Chinezen zijn opvallend, want er wonen niet veel Chinezen in Georgië. Dit was gerelateerd aan de aanleg van de Koboeleti Bypass in de S2 snelweg in de periode 2011-2018.

## Bezienswaardigheden

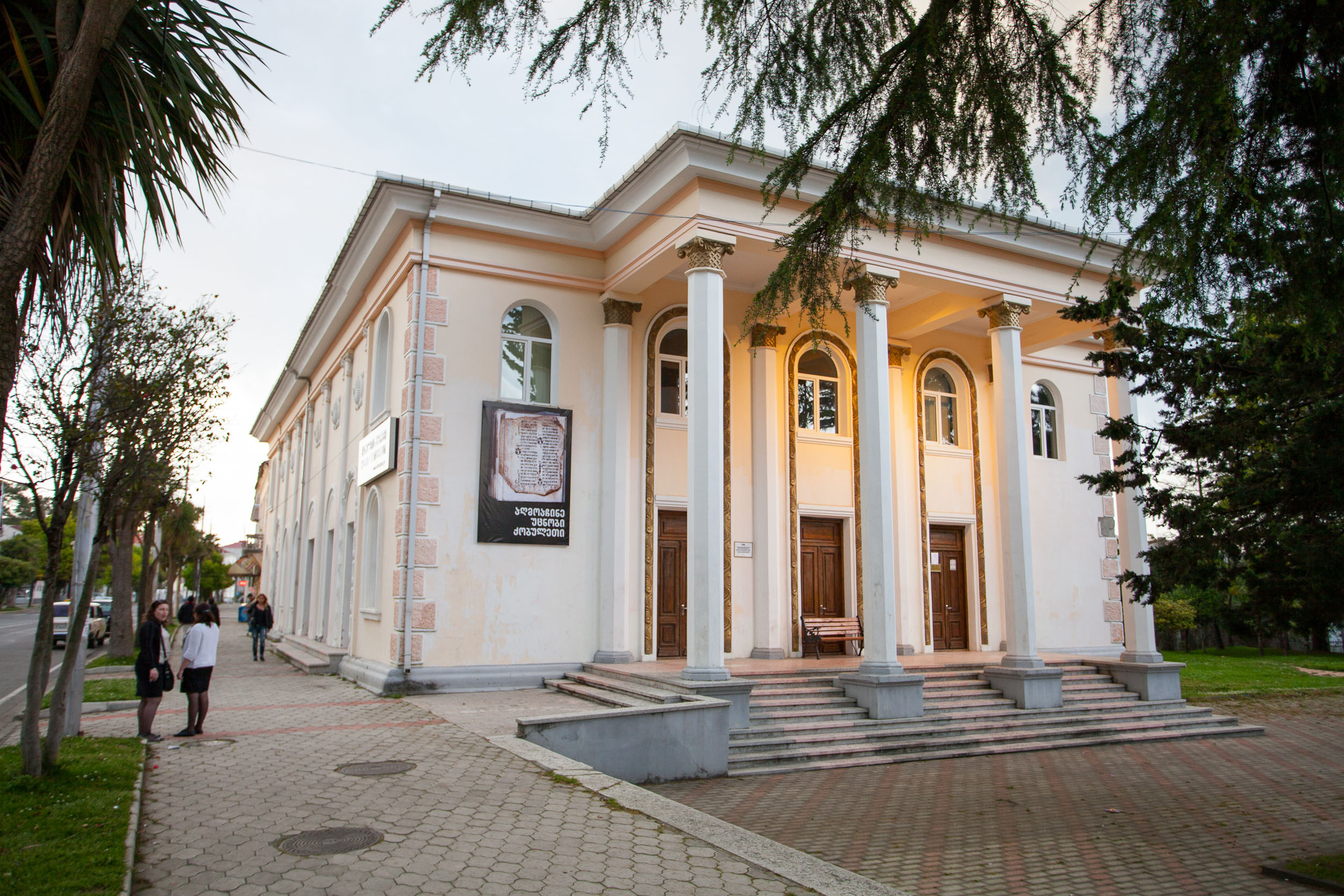
Museum van Koboeleti

In de stad en gemeente Koboeleti zijn verschillende bezienswaardigheden:
- Nationaal Park Mtirala
- Kintrisji Natuurreservaat
- Fort Petra in Tsichisdziri
- Museum van Koboeleti

## Vervoer

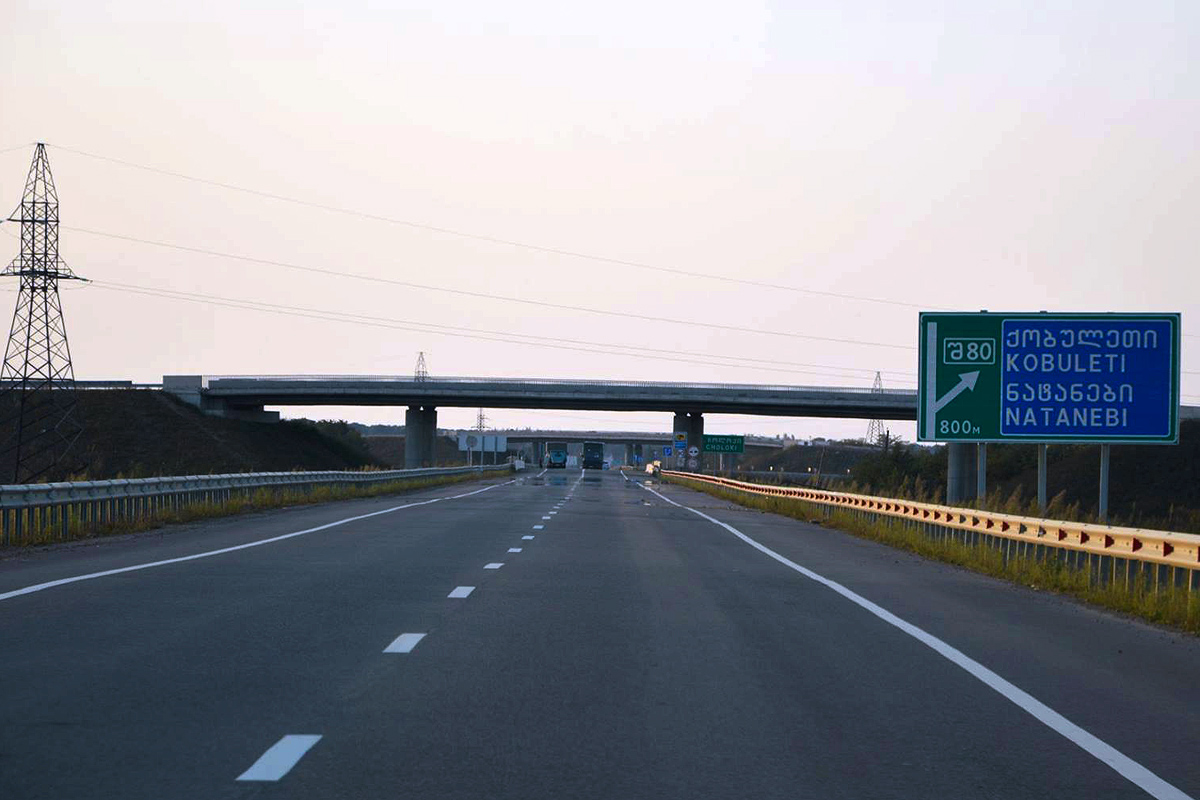
Koboeleti Bypass

De Georgische internationale hoofdweg S2 (E70) loopt langs Koboeleti. Dit gedeelte van de S2 wordt ook wel Koboeleti Bypass genoemd. Om de stad te ontlasten van het toenemende verkeer naar en van Batoemi en Turkije werd de weg in de periode 2011-2018 om de stad heen verlegd als een vrijliggende tweebaansautoweg. De belangrijkste interregionale weg vanuit de stad is de nationale route Sh2 naar Ozoergeti. De Tbilisi - Samtredia - Batoemi spoorlijn heeft een station in de stad. Er is tevens een spoorverbinding naar Ozoergeti.

## Stedenbanden
Koboeleti onderhoudt stedenbanden met:
- Achtala, Armenië (sinds 2010)
- Alaverdi, Armenië (sinds 2007)
- Babroejsk, Wit-Rusland (sinds 2017)
- Goerdzjaani (sinds 2015)
- Jouzjne, Oblast Odessa, Oekraïne (sinds 2008)
- Kielce, Polen (sinds 2011)
- Myrnohrad, Oblast Donetsk, Oekraïne (sinds 2012)
- Narva, Estland (sinds 2015)
- Oborniki, Polen (sinds 2017)
- Palanga, Litouwen (sinds 2010)
- Piekary Śląskie, Polen (sinds 2016)
- Priekule, Letland (sinds 2015)
- Rivne, Oblast Rivne, Oekraïne (sinds 2016)
- Selçuk (sinds 1995)
- Tartu, Estland (sinds 2008)
- Terracina, Italië (sinds 2009)
- Varna, Bulgarije (sinds 2015)

## Sport
Profvetbalclub FK Sjoekura Koboeleti werd oorspronkelijk in 1968 opgericht en gebruikt het Tsjele-arena als thuisbasis. De club speelt afwisselend op het hoogste niveau en de Erovnuli Liga 2.

## Geboren
- Revaz Tsjelebadze (1955), voetballer
- Zoerab Nogaideli (1964), zakenman en politicus. Premier van Georgië tussen 2005 en 2007 onder president Micheil Saakasjvili.
- Nino Katamadze (1972), (jazz)zangeres
- Jano Ananidze (1992), voetballer